# 립모터 C10
립모터 C10(영어: Leapmotor C10, 중국어 간체자: 零跑C10, 병음: Língpǎo C10)은 중국의 자동차 제조업체인 립모터에서 생산하고 유럽에서는 립모터 인터내셔널을 통해 판매되는 중형 크로스오버 SUV이다.